# Microbotryum calandriniae
Microbotryum calandriniae är en svampart som först beskrevs av G.P. Clinton, och fick sitt nu gällande namn av Vánky 1998. Microbotryum calandriniae ingår i släktet Microbotryum och familjen Microbotryaceae.   Inga underarter finns listade i Catalogue of Life.